# Triffindilemma
Het Triffindilemma is het dilemma tussen de rol van de Verenigde Staten als voorziener van internationale reserves enerzijds en de verplichting om de dollar tegen een vaste prijs in goud om te zetten anderzijds.

## Achtergrond
De Belgisch-Amerikaanse econoom Robert Triffin (1911–1993) wees al in de jaren 1950 op de interne inconsistentie van het systeem van Bretton Woods. De hoeveelheid Amerikaanse dollars die in circulatie was overschreed namelijk op een bepaald moment het goud dat ze vertegenwoordigden. Er was dus een conflict tussen de rol van de Verenigde Staten als voorziener van internationale reserves enerzijds en de verplichting om de dollar tegen een vaste prijs in goud om te zetten anderzijds. De verhouding tussen de hoeveelheid omzetbare dollartegoeden en de beschikbare goudreserves zou alsmaar toenemen en daarbij de kritische grens overschrijden.
In het begin van de jaren 1960 kon een ounce (31,10 gram) goud in Londen worden omgewisseld tegen 40 dollar. Toch was op hetzelfde moment de prijs in de VS gelijk aan 35 dollar. Dit verschil geeft duidelijk aan dat de dollar overgewaardeerd was. In het begin van de jaren 1970 was buiten de VS ongeveer 40 miljard dollar in omloop, terwijl de officiële goudvoorraad van de USA slechts 10 miljard dollar bedroeg.

## Oplossing
Er was een oplossing voor het Triffindilemma voor de VS. Ze moesten het aantal dollars in circulatie verminderen door de handelstekorten te verminderen en de rentevoeten te laten stijgen om zo dollars aan te trekken in eigen land. Deze beide tactieken zou de economie van de VS in een recessie slepen en dit vond president John F. Kennedy onduldbaar. 
Voornamelijk door de Vietnamoorlog waren de Amerikaanse betalingsbalanstekorten bijzonder groot: de Amerikaanse inflatie steeg en de concurrentiekracht van Amerika op de internationale markten was sterk aangetast. In augustus 1971 erkende president Richard Nixon dat het systeem van Bretton Woods afgedaan had. Dit was het einde van de goudconvertibiliteit van de dollar.